# Formica maculipennis
Formica maculipennis är en myrart som beskrevs av Théobald 1935. Formica maculipennis ingår i släktet Formica och familjen myror. Inga underarter finns listade i Catalogue of Life.